# Courtételle
Courtételle är en ort och kommun i distriktet Delémont i kantonen Jura, Schweiz. Kommunen har 2 724 invånare (2023).